# Монтесаркио
Монтесаркио (итал. Montesarchio) је насеље у Италији у округу Беневенто, региону Кампанија.
Према процени из 2011. у насељу је живело 10516 становника. Насеље се налази на надморској висини од 298 м.

## Становништво
Према резултатима пописа становништва 2011. у општини је живело 13.198 становника.
| 1931. | 1936. | 1951.  | 1961.  | 1971.  | 1981.  | 1991.  | 2001.  | 2011.  |
| ----- | ----- | ------ | ------ | ------ | ------ | ------ | ------ | ------ |
| 9.056 | 9.742 | 11.372 | 10.875 | 10.523 | 11.065 | 11.298 | 12.878 | 13.198 |

## Партнерски градови
- Ла Гар
- Витлејем
- Торе дел Греко